# Instinto de regresar a casa

Las palomas mensajeras recorren largas distancias hasta llegar a su lugar de nacimiento

Los animales tienen la habilidad inherente de orientarse hacia su lugar de origen desde áreas desconocidas [para ellos]. Bien puede ser para regresar a su hábitat o al punto donde nació como es el caso del salmón o de tortugas marinas (Dermochelyidae).

## Navegación animal
Algunas especies usan la navegación real para hacer su regreso a casa. Esto significa que recurren a puntos de referencia como carreteras, ríos y montañas mientras vuelan; o islas y otros puntos mientras nadan. Sin embargo, esto solo es efectivo cuando se trata de un territorio que ya conocen. Por ejemplo, las palomas mensajeras (por aire) y las tortugas marinas (por mar) se guían por puntos para orientarse.

## Orientación magnética
Otros en cambio se orientan por el campo magnético terrestre junto con otros elementos como la posición del sol del cual se guían las aves y las tortugas.
Otras especies como las langostas (que habitan el mar) y las ratas topo se guían por el sol cuando no hay ninguna señal al alcance.

## Orientación astronómica
Algunas especies recurren a la navegación astronómica. Un ejemplo son los tritones jaspeados, los cuales solo pueden guiarse cuando los astros son visibles.

## Olfato
El sentido del olfato es utilizado por varias especies terrestres como las salamandras y marinas como el salmón.

## Memoria topográfica
La memoria topográfica es uno de los métodos más frecuentes para orientarse. Es utilizado por especies con menor inteligencia como los moluscos. Los eogasterópodos. Algunos insectos (como abejas y las avispas, Ammophila y Sphex) memorizan puntos de referencia para regresar al nido.